# Cattedrale di Valencia
La cattedrale di Valencia, dedicata all'Assunzione di Maria, è la sede metropolitana dell'arcidiocesi di Valencia; dal 1886 è anche basilica minore. Venne dedicata, secondo la tradizione del XIII secolo, all'assunzione di Maria per volere di Giacomo I. Il suo campanile è chiamato Micalet; si può accedere alla sua sommità, da cui si può godere una vista panoramica della città, attraverso 206 scalini

## Storia e descrizione
La cattedrale venne consacrata nel 1238 dal primo vescovo di Valencia dopo la Reconquista e venne costruita in stile gotico valenzano al posto dell'antica moschea di Balansiya, che a sua volta era stata costruita sul sito in cui sorgeva l'antica cattedrale visigota.
In una delle cappelle della Cattedrale, in quella che in origine era l'antica sala capitolare dei monaci, è custodito un calice che da molti è ritenuto il Graal. Sulla parete della Cappella del Santo Calice si trovano due grandi spezzoni, rispettivamente di 59 e 70 metri di lunghezza, delle catene che sbarravano il porto di Marsiglia e che furono rotte e asportate come trofeo il 19 novembre 1423 dalla galera comandata da Romeu de Corbera, nel corso del sacco di Marsiglia.
Sulla parete di fondo si trova il retablo, costituito da un'opera scultorea in alabastro che presenta nella parte inferiore scene tratte dell'Antico Testamento e in quella superiore scene del Nuovo Testamento. In queste ultime sono rappresentate anche le figure dei Dodici apostoli realizzate dal fiorentino Giuliano Fiorentino, allievo del Ghiberti autore della Porta del Paradiso nel Battistero di San Giovanni. La cappella è coperta da una volta a crociera nervata a forma di stella a otto punte, le cui nervature si prolungano fino ad adagiarsi su alcune mensole policrome. Sopra il retablo si trova una bella vetrata, al centro della quale c'è la raffigurazione del Santo Calice.

## Curiosità
Accanto al retablo sul lato sinistro della cappella del Santo Calice si trova una pietra che reca due curiosi ovali che si ritiene siano le impronte delle ginocchia dei pellegrini.

## Galleria d'immagini

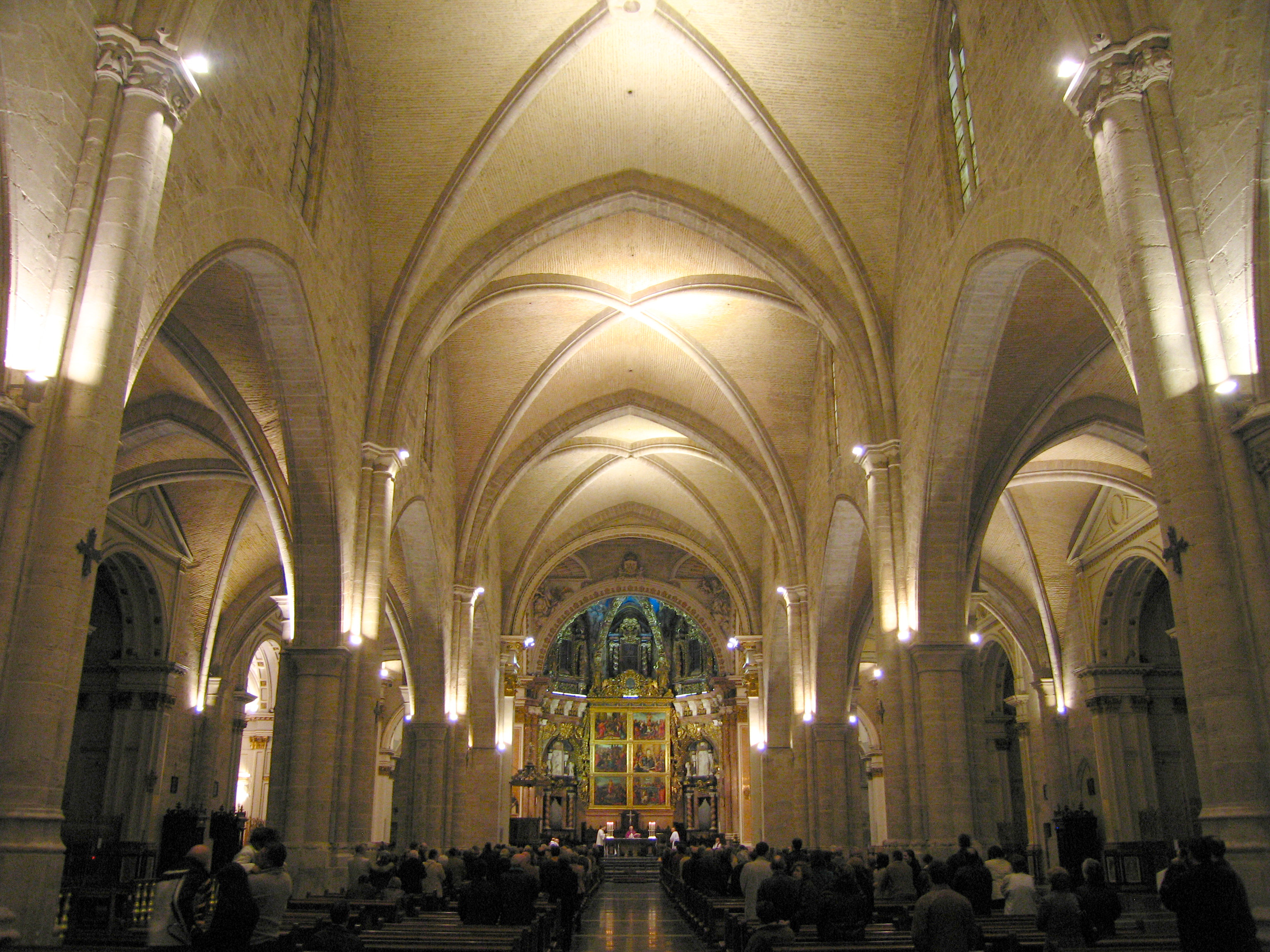
La navata centrale della cattedrale di Valencia
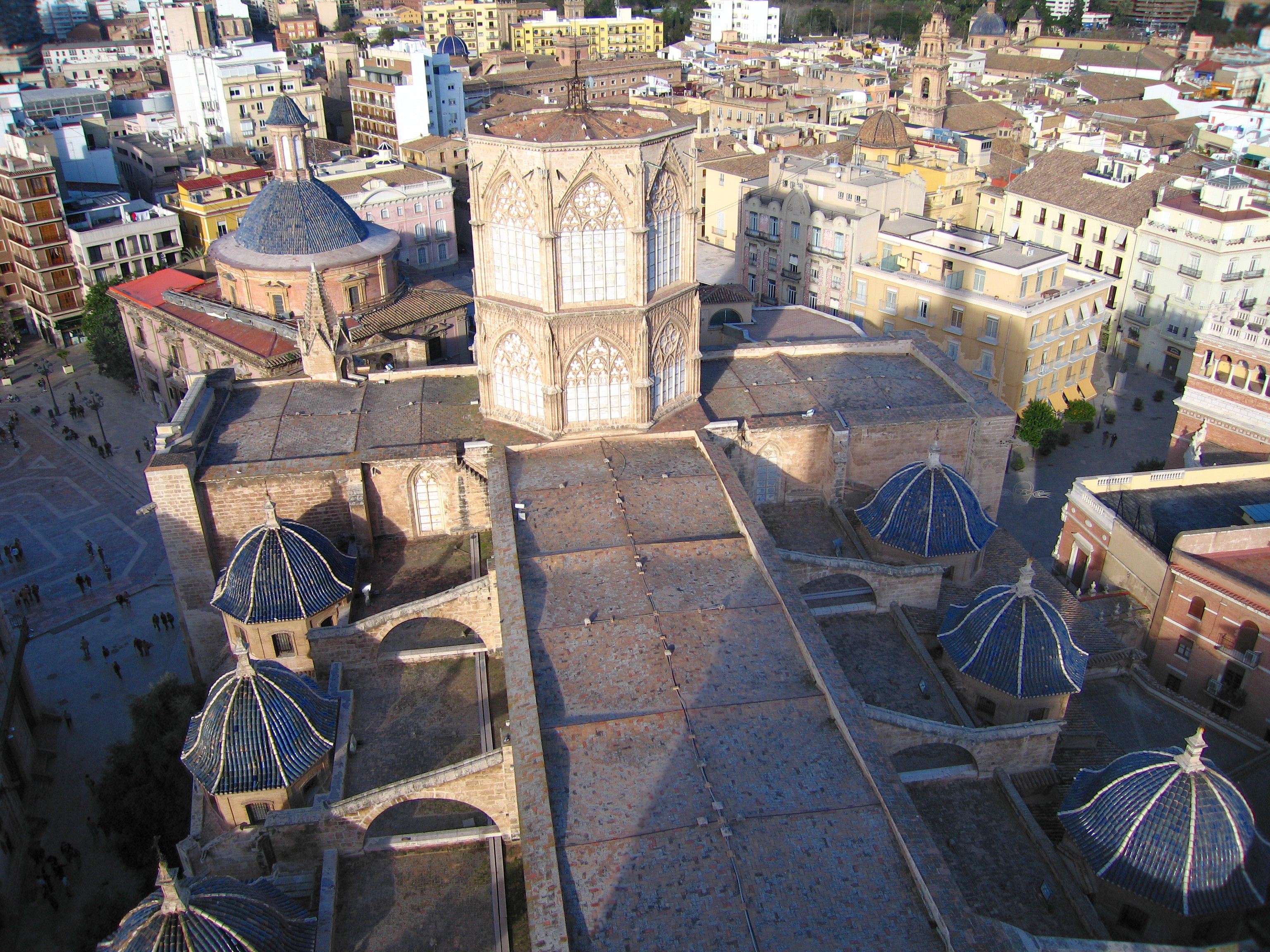
Vista dal Micalet, che getta la sua ombra. Si può vedere la croce latina con la torre nel centro del transetto
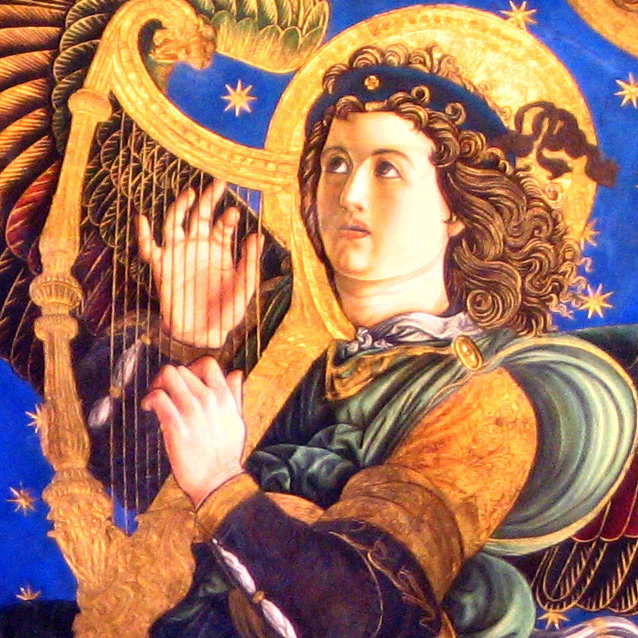
Dettaglio della volta sull'altare maggiore
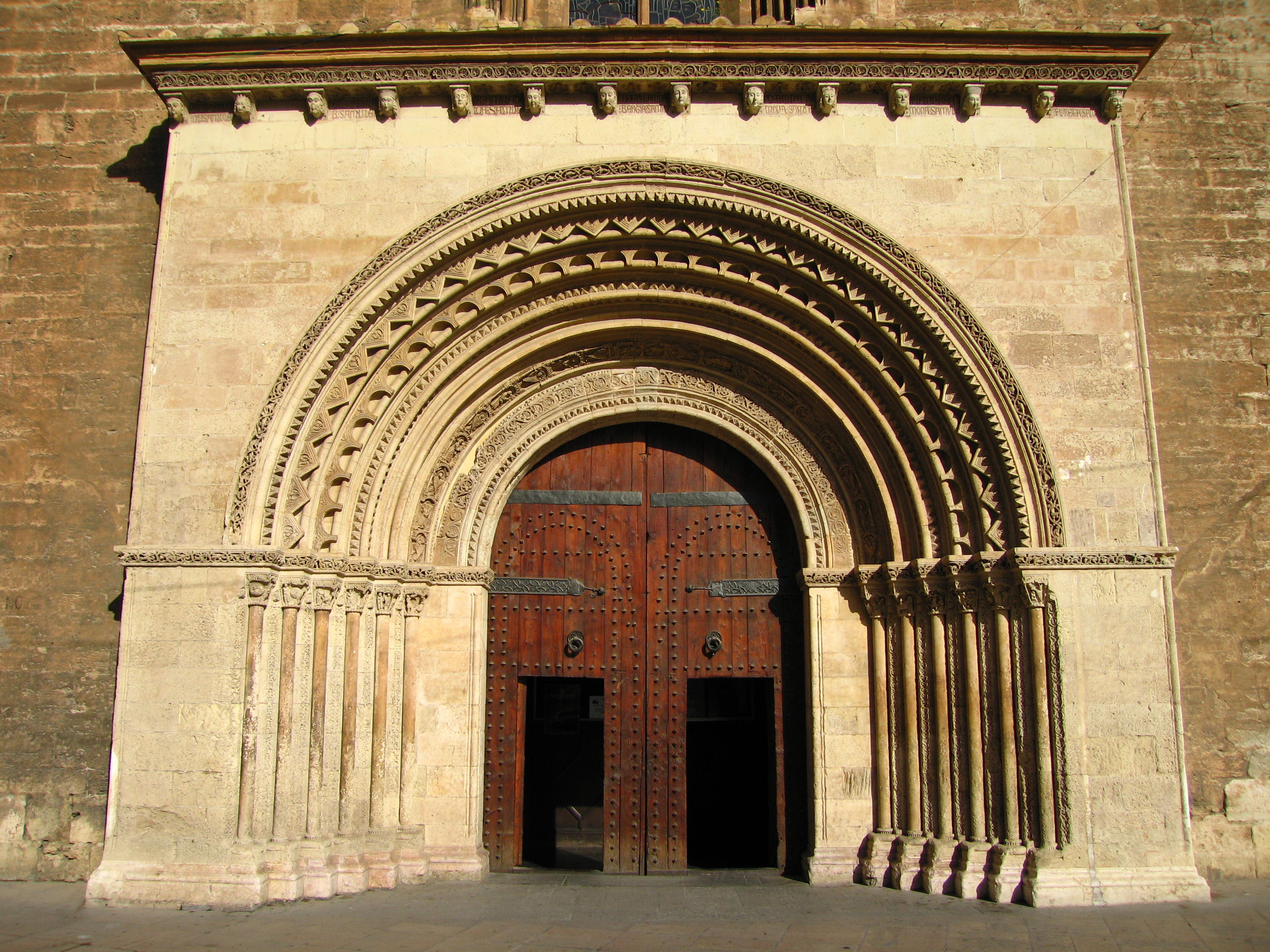
Porta dell'Almoina
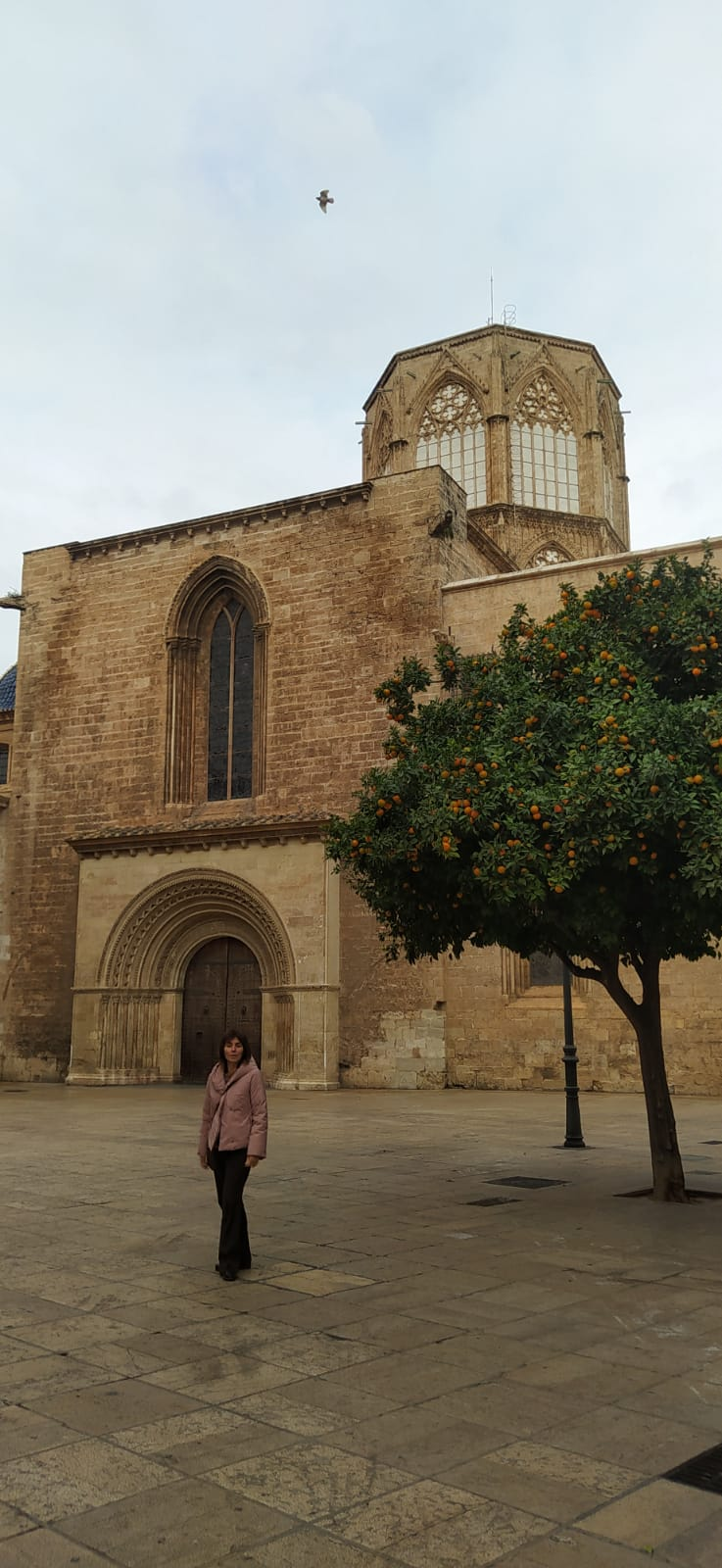
Vista della Porta dell'Almoina detta anche Porta del Palau
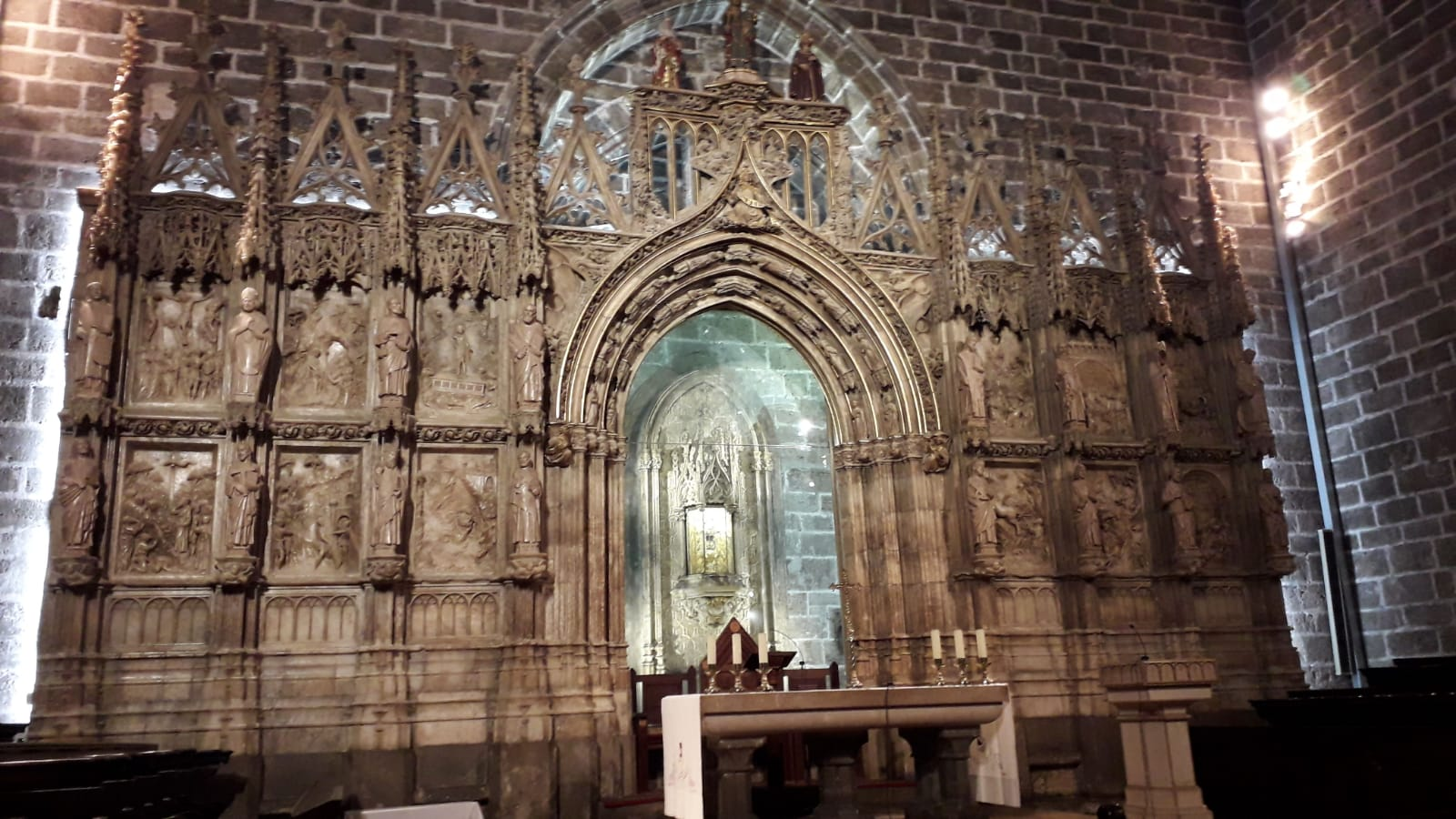
Cappella del Sacro Graal, Cattedrale di Valencia
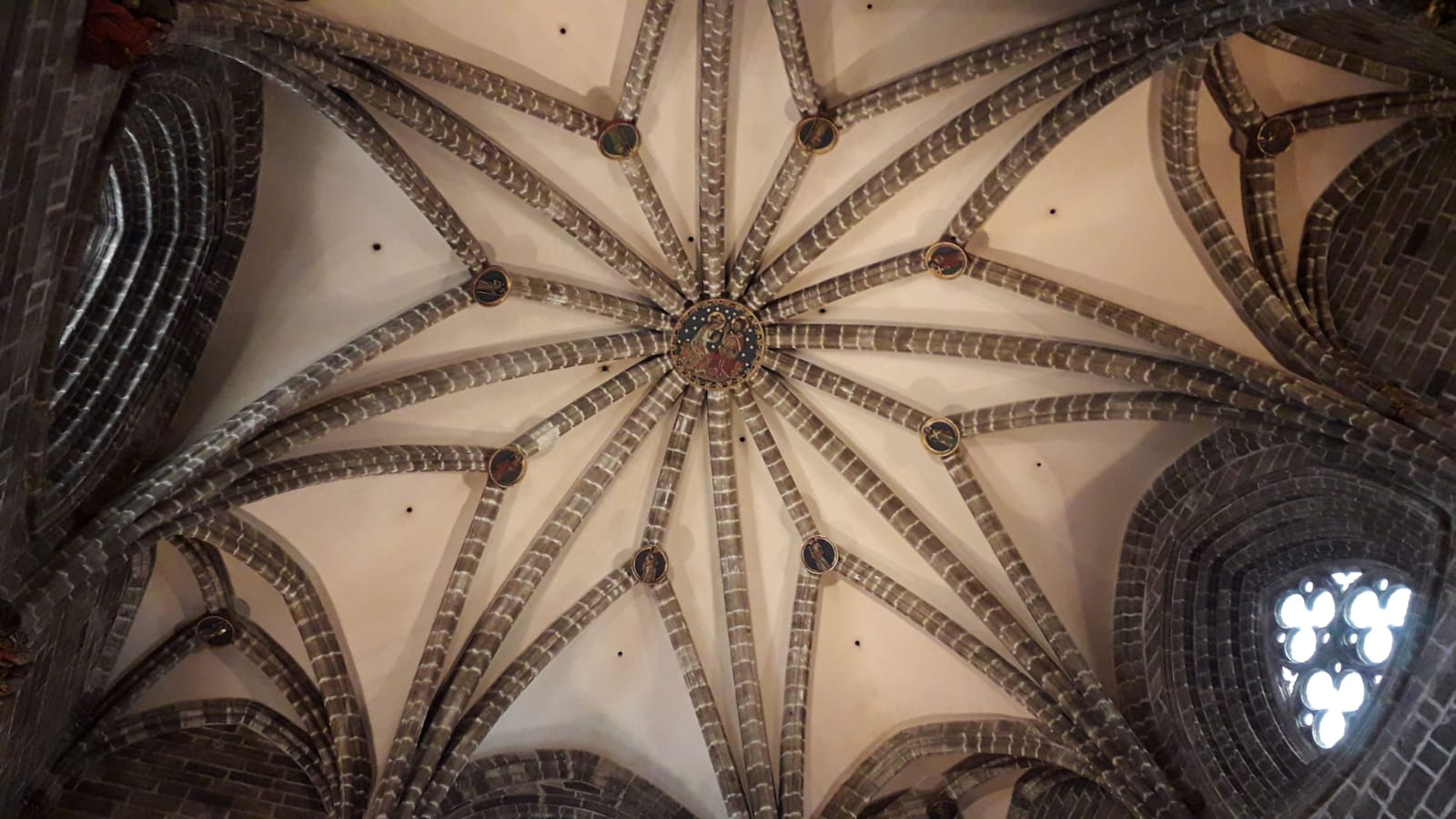
Soffitto della Cappella del Sacro Graal
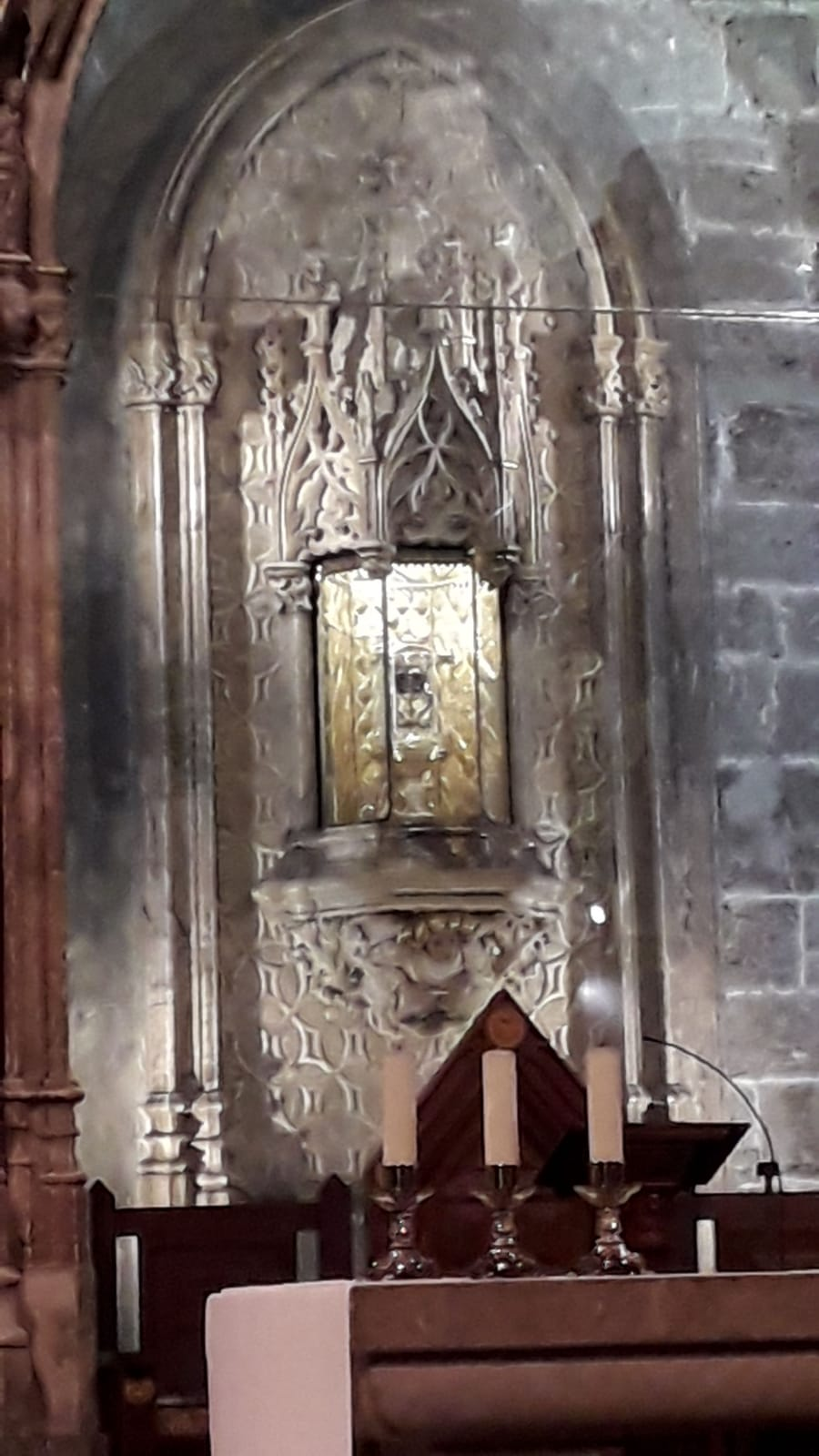
Il Sacro Graal
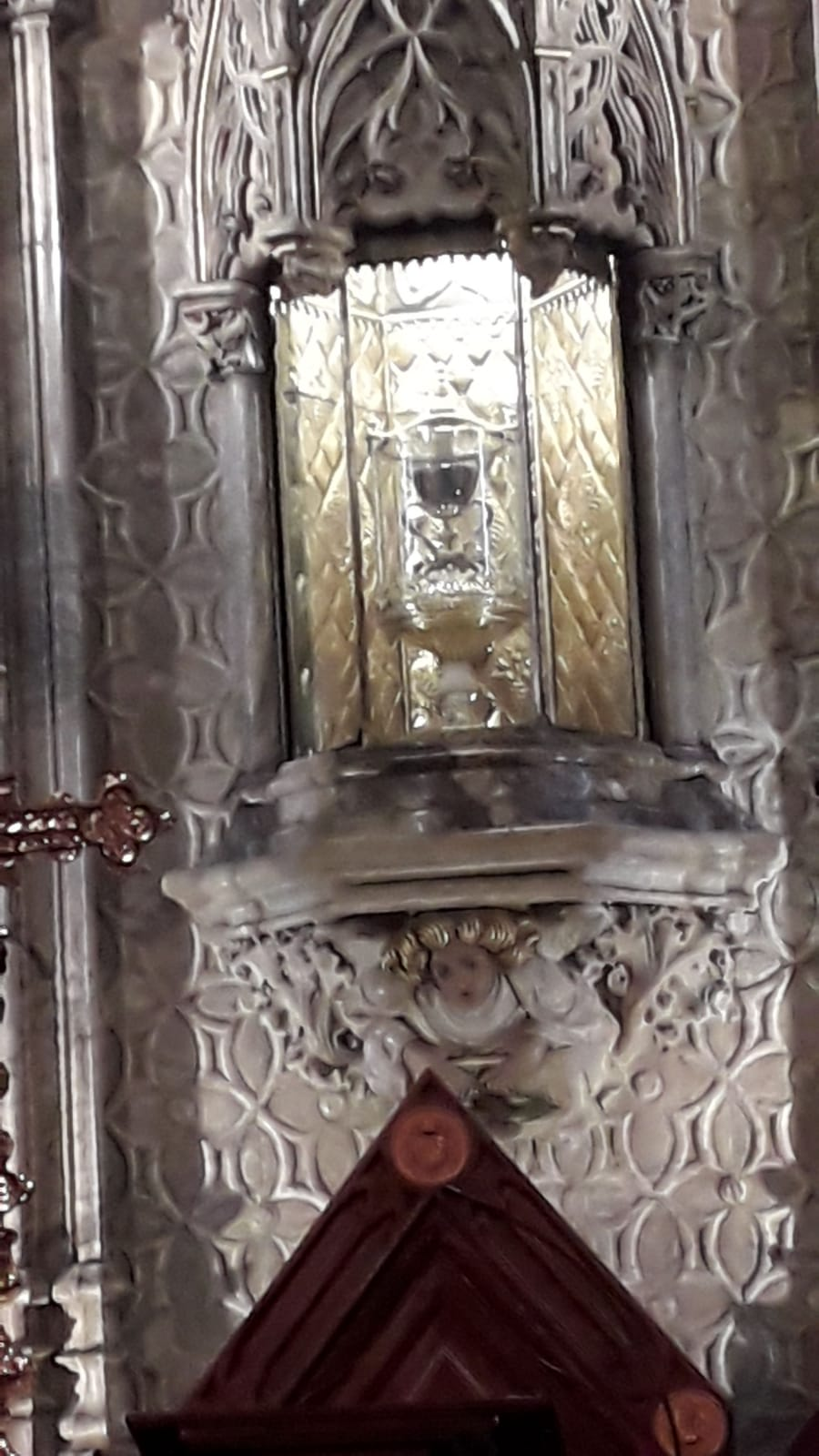
Il Sacro Graal custodito nella cattedrale